# Train
Train är en musikgrupp som bildades 1994 i San Francisco, Kalifornien, USA. Gruppen bestod ursprungligen av Patrick Monahan (sång), Rob Hotchkiss (sång/gitarr), Jimmy Stafford (gitarr), Charlie Colin (basgitarr) och Scott Underwood (trummor). Deras debutalbum släpptes 1998 och de nådde framgång i USA med singeln "Meet Virginia". Med gruppens andra album Drops of Jupiter åtnjöt de stor framgång med titelspåret vilket blev en internationell hitsingel. Den vann också två Grammys för årets bästa rocklåt och årets arrangemang. Efter framgångarna lämnade Rob Hotchkiss gruppen för att starta en solokarriär. De övriga fortsatte och släppte sitt nästa album My Private Nation 2003. "Calling All Angels" blev en hitsingel i USA. Gruppen tog en paus 2006 sedan albumet For Me, It's You inte motsvarat förväntningarna. Men Monahon, Stafford och Underwood återförenades igen 2009 för att spela in ett nytt album, Save Me, San Francisco där singeln "Hey Soul Sister" något oväntat kom att bli en av gruppens största singelframgångar under tidigt 2010. Singeln samskrevs av Pat Monahan och den norska låtskrivarduon Espionage. Han har även varit med i ett avsnitt i CSI:NY.

## Medlemmar
Nuvarande medlemmar
- Pat Monahan – sång, slagverk, munspel, akustisk gitarr, trumpet, saxofon, vibrafon, megafon (1994–)
- Jerry Becker – rytmgitarr, keyboard, piano, orgel, slidegitarr, slagverk, bakgrundssång (2014–)
- Hector Maldonado – basgitarr, rytmgitarr, slagverk, bakgrundssång (2014–)
- Nikita Houston – bakgrundssång (2014–)
- Sakai Smith – bakgrundssång (2014–)
- Luis Maldonado – sologitarr (2016–)

Tidigare medlemmar
- Rob Hotchkiss – rytmgitarr, basgitarr, piano, munspel, bakgrundssång (1994–2003), sologitarr (1994)
- Jimmy Stafford – sologitarr, mandolin, ukulele, slidegitarr, bakgrundssång (1994–2006, 2009–2016)
- Charlie Colin – basgitarr, gitarr, bakgrundssång (1994–2003)
- Scott Underwood – trummor, slagverk, keyboard, piano, programmering (1994–2006, 2009–2014)
- Brandon Bush – keyboard, piano, orgel (2003–2006)
- Johnny Colt – basgitarr (2003–2006)
- Drew Shoals – trummor (2014–2018)

Turnerande medlemmar
- Tony Lopacinski – rytmgitarr, sologitarr (2004–2005; död 2011)
- Ana Lenchantin – cello, dans, slagverk, bakgrundssång (2011)
- Brian Switzer – trumpet (2012–2014)
- Matt Musty – trummor, percussion (2019–)

## Diskografi
Studioalbum
- Train (1998)
- Drops of Jupiter (2001)
- My Private Nation (2003)
- For Me, It's You  (2006)
- Save Me, San Francisco (2009)
- California 37 (2012)
- Bulletproof Picasso (2014)
- Christmas in Tahoe (2015)

Livealbum
- Alive at Last (2004)
- iTunes Session (2012)

EP-skivor
- Live from Fantasy Studios (1998)
- One and a Half (1999)
- Live in Atlanta (2003)
- Get to Me (2005)

Singlar
- "Free" (1998)
- "I Am" (1999)
- "Meet Virginia" (1999)
- "Ramble On" (2001)
- "Drops of Jupiter (Tell Me)" (2001) (US Adult #1)
- "Something More" (2001)
- "She's on Fire" (2002)
- "Calling All Angels" (2003) (US Adult #1)
- "When I Look to the Sky" (2003)
- "Ordinary" (2004)
- "Cab" (2005)
- "Get to Me" (2005)
- "Give Myself to You" (2006)
- "Hey, Soul Sister" (2009) (US Adult #1)
- "If It's Love" (2010) (US Adult #)
- "Marry Me" (2010)
- "Shake Up Christmas" (2010)
- "Save Me, San Francisco" (2011)
- "Drive By" (2012)
- "Feels Good At First" (2012)
- "50 Ways to Say Goodbye" (2012)
- "Bruises" (2012)
- "Mermaid" (2012)
- "Angel in Blue Jeans" (2014)
- "Bulletproof Picasso" (2015)

### Fotnoter
1. ↑  Joacim Forsén (23 april 2010). ”Menlös grillpartymusik”. Aftonbladet. http://www.aftonbladet.se/nojesbladet/musik/recensioner/article12286590.ab. Läst 21 december 2015.